# 巴鲁瓦地区库尔塞勒
巴鲁瓦地区库尔塞勒（法語：Courcelles-en-Barrois，法語發音：[kuʁsɛl ɑ̃ baʁwa]）是法国默兹省的一个市镇，属于科梅尔西区。

## 地理
巴鲁瓦地区库尔塞勒（48°49'30"N, 5°26'29"E）面积7.27 平方千米，位于法国大東部大區默兹省，该省份为法国西北部内陆省份，北与比利时接壤，西接马恩省和阿登省，南至上马恩省和孚日省，东临默尔特-摩泽尔省。
与巴鲁瓦地区库尔塞勒接壤的市镇（或旧市镇、城区）包括：博德雷蒙、小克尔、艾尔河畔利涅尔、梅尼勒欧布瓦、桑皮尼。

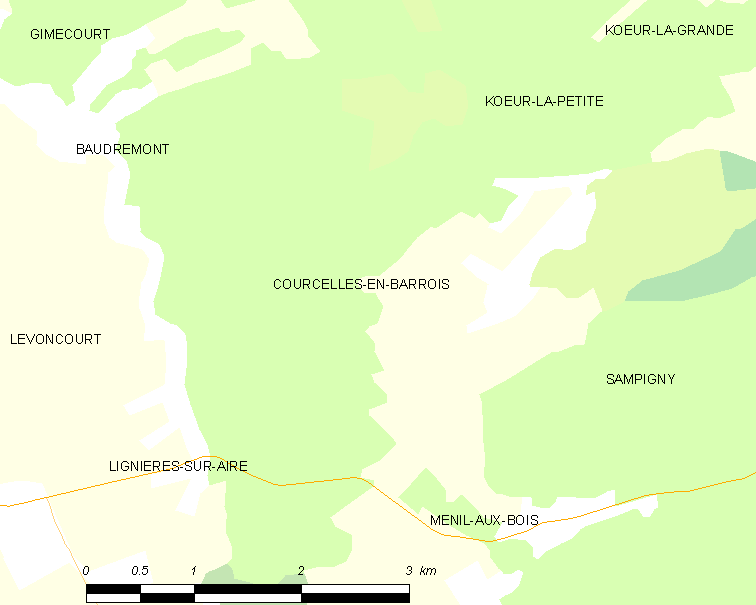
巴鲁瓦地区库尔塞勒的OSM定位图

巴鲁瓦地区库尔塞勒的时区为UTC+01:00、UTC+02:00（夏令时）。

## 行政
巴鲁瓦地区库尔塞勒的邮政编码为55260，INSEE市镇编码为55127。

## 政治
巴鲁瓦地区库尔塞勒所属的省级选区为默兹河畔迪约县。

## 人口

1962-2008年间巴鲁瓦地区库尔塞勒人口变化图示

巴鲁瓦地区库尔塞勒于2022年1月1日时的人口数量为51人。